# Ballando soca dance/Sognando soca dance
Ballando soca dance/Sognando soca dance è il trentesimo 45 giri della cantante pop italiana Raffaella Carrà, pubblicato nel 1990 dall'etichetta discografica Fonit Cetra.

## Il disco
È l'ultimo singolo dell'artista pubblicato su vinile.
Ha raggiunto la diciassettesima posizione nella classifica settimanale nel 1991.
Entrambi i brani sono stati inseriti nell'album Inviato speciale.
Lancia il nuovo ballo delle Antille "che fa impazzire l'Europa", sull'eco del grande successo ottenuto dalla Lambada che aveva spopolato in tutto il mondo.

## Ballando soca dance
È stato sigla iniziale della puntata domenicale della trasmissione televisiva Ricomincio da due (seconda edizione), che vedeva la soubrette protagonista nel week end di Rai 2.
Il video è disponibile sul DVD nel cofanetto Raffica Carrà del 2007.

## Tracce
Lato A
1. Ballando soca dance (Soca Dance) – 3:56 (testo: Biagio Antonacci, Roberto Dané[7] – musica: Gary Gordon Smith, Charles Donavon Lewis)

Lato B
1. Sognando soca dance[8] (Soca Dream) – 4:13 (testo: Biagio Antonacci, Andrea Lo Vecchio – musica: Constantin, Patrick Oliver)

## Classifiche
| Classifica (1991) | Posizione raggiunta |
| ----------------- | ------------------- |
| Italia            | 17                  |